# Ol'ga Kotljarova
Ol'ga Ivanovna Kotljarova (in russo Ольга Ивановна Котлярова?; Sverdlovsk, 12 aprile 1976) è una velocista e mezzofondista russa, specializzata nei 400 e 800 metri piani.
È stata campionessa mondiale della staffetta 4×400 metri a Siviglia 1999.

## Biografia
Ai Giochi della XXVII Olimpiade vinse la medaglia di bronzo nella staffetta 4×400 m insieme alle connazionali Julia Sotnikova, Svetlana Goncharenko e Irina Privalova; l'oro andò alla nazionale statunitense.

## Record nazionali

### Seniores
- Staffetta 4×400 metri indoor: 3'23"37 ( Glasgow, 28 gennaio 2006)  (Julija Guščina, Ol'ga Kotljarova, Ol'ga Zajceva, Olesja Krasnomovec)

## Palmarès
| Anno | Manifestazione   | Sede        | Evento      | Risultato        | Prestazione | Note                                    |
| ---- | ---------------- | ----------- | ----------- | ---------------- | ----------- | --------------------------------------- |
| 1995 | Europei juniores | Nyíregyháza | 400 m piani | Oro              | 52"03       |                                         |
| 1996 | Europei indoor   | Stoccolma   | 400 m piani | Argento          | 51"70       |                                         |
| 1996 | Giochi olimpici  | Atlanta     | 400 m piani | Quarti di finale | 51"36       |                                         |
| 1996 | Giochi olimpici  | Atlanta     | 4×400 m     | 5ª               | 3'22"22     |                                         |
| 1997 | Mondiali indoor  | Parigi      | 400 m piani | Semifinale       | 53"17       |                                         |
| 1997 | Mondiali indoor  | Parigi      | 4×400 m     | Oro              | 3'26"84     | Record mondiale                         |
| 1997 | Mondiali         | Atene       | 400 m piani | Semifinale       | 51"03       |                                         |
| 1997 | Universiade      | Sicilia     | 400 m piani | Argento          | 51"35       |                                         |
| 1997 | Universiade      | Sicilia     | 4×400 m     | Oro              | 3'27"93     |                                         |
| 1998 | Europei          | Budapest    | 400 m piani | Bronzo           | 50"38       |                                         |
| 1998 | Europei          | Budapest    | 4×400 m     | Argento          | 3'23"56     |                                         |
| 1999 | Mondiali indoor  | Maebashi    | 400 m piani | Semifinale       | 51"69       |                                         |
| 1999 | Mondiali indoor  | Maebashi    | 4×400 m     | Oro              | 3'24"25     | Record mondiale                         |
| 1999 | Mondiali         | Siviglia    | 400 m piani | 8ª               | 50"72       |                                         |
| 1999 | Mondiali         | Siviglia    | 4×400 m     | Oro              | 3'21"98     | Miglior prestazione mondiale stagionale |
| 2000 | Giochi olimpici  | Sydney      | 400 m piani | 8ª               | 51"04       |                                         |
| 2000 | Giochi olimpici  | Sydney      | 4×400 m     | Bronzo           | 3'23"46     |                                         |
| 2001 | Mondiali indoor  | Lisbona     | 400 m piani | Argento          | 51"56       |                                         |
| 2001 | Mondiali indoor  | Lisbona     | 4×400 n     | Oro              | 3'30"00     |                                         |
| 2004 | Mondiali indoor  | Budapest    | 4×400 m     | Oro              | 3'23"88     | Record mondiale                         |
| 2006 | Mondiali indoor  | Mosca       | 800 m piani | 5ª               | 2'01"26     |                                         |
| 2006 | Europei          | Göteborg    | 800 m piani | Oro              | 1'57"38     |                                         |
| 2007 | Mondiali         | Osaka       | 800 m piani | 4ª               | 1'58"22     |                                         |

## Altre competizioni internazionali
1998
- 5ª in Coppa del mondo ( Johannesburg), 400 metri - 51"20

1997
- Coppa Europa di atletica leggera ( Monaco di Baviera)

1999
- Coppa Europa di atletica leggera ( Parigi)

2004
- Coppa Europa di atletica leggera ( Bydgoszcz)

2005
- 4ª alle IAAF World Athletics Final ( Monaco), 800 metri - 2'00"94

2006
- Bronzo in Coppa del mondo ( Atene), 800 metri - 2'00"84

2008
- Coppa Europa di atletica leggera ( Annecy)